# Badia Polesine
Badia Polesine es una ciudad italiana de 10.849 habitantes en la provincia de Rovigo. Se localiza al sur del río Adige, que la separa de la provincia de Padua.

## Historia
El antiguo nombre de Badia Polesine era simplemente "La Badia", con referencia a la nota abadía benedictina de St Maria della Vangadizza en torno a la cual el país se ha desarrollado. Después de 589 d. C., como consecuencia de la ruta dell'Argine Cucca, en Veronella, Tirol abandonó su antiguo nombre. Así pues, es que la Athesis abandonados Islas Portilia (Porcilia) Menerva, Montagnana, Este y el cauce se ha desplazado más al sur oeste de Legnago con Porto, Castel Baldo y Badia, que estaba en una boca de los Siete Mares dijo por Plinio el Vecchio en Naturalis Historia (Endolaguna).
En 1928 el municipio ha incluido en su territorio el municipio de suprimirse Crocetta, que se ha convertido en un distrito.

## Monumentos y Lugares Interesantes

### Lugares de Culto
- Abadía de Nuestra Señora de Vangadizza Arcipretale
- Iglesia de San Giovanni Battista
- Iglesia de San Antonio
- Oratorio de Nuestra Señora de la Salud

### Palacios
- Palacio degli Estensi

### Teatro
- Teatro Social - Construido en 1812

## Cultura
- Biblioteca Municipal

### Fiestas
- 25 de abril-5 de mayo: Fiesta de la primavera
- 25 de abril: Festival Nacional de Cometas
- 1 de julio: Festividad de San Teobaldo (patrón)
- Segunda semana de agosto: Agosto badiese
- 21 de noviembre: fiesta de Nuestra Señora de la Salud
- Cada segundo sábado del mes: "Rumando entre los tribunales sconte" show-intercambio de cosas del pasado, antigüedades, coleccionistas y hobbismo

## Infraestructura
Badia es el director de Verona en Rovigo, y es trasladado al sur de la carretera SS434 Transpolesana.

### Transporte público
El sistema de transporte público en la ciudad se sirve de una línea de bus gestionado por la Busitalia Sita-Nord que la conecta a Rovigo, Padua y Ferrara y a todas las ciudades de la provincia. ATV conecta Badia a la provincia de Verona. A continuación, es posible ponerse en contacto, de 5,30 a 23,30, el servicio de radiotaxi de la capital.

### Ferrocarril
En Badia Polesine está la estación de ferrocarril que conecta a la línea Verona-Legnago-Rovigo. El tráfico de pasajeros, operados por Trenitalia, la utilización de trenes regionales, marcadas con una frecuencia de cada hora.

### Aeropuerto
Fácilmente accesible desde Badia es el Aeropuerto de Verona-Villafranca, tan cerca, pero del mismo modo que fácilmente puede llegar al aeropuerto de Bolonia y la tarjeta de Venecia.

## Evolución demográfica
| Gráfica de evolución demográfica de Badia Polesine entre 1861 y 2001 |
|                                                                      |
| Fuente ISTAT - elaboración gráfica de Wikipedia                      |

## Personajes Ilustres
- Bruno Munari: artista y diseñador italiano.
- Girolamo Brusoni: escritor del siglo XVII, nacido en la aldea de Vangadizza
- Luciano Nezzo (1856-1903): pintor y profesor en Urbino
- Adeodato Massimo: pintor
- Andrea Urbani (1711-1798): pintor y diseñador de escenario del siglo XVIII
- Gherardo Ghirardini: arqueólogo (nombre de la escuela local de arqueología)
- Eugenio Balzan (Badia Polesine, 20 de abril de 1874 – Lugano, 15 de julio de 1953): periodista
- Ivan Tardivello (Badia Polesine, 27 de diciembre de 1924 – Caprino Veronese, 25 de septiembre de 2005): pintor e historiador (Inspector honorario de Bellas Artes de la ciudad de Badia Polesine)

## Administración Municipal
- Alcalde: Giovanni Rossi (Giovanni Rossi Sindaco) de 2017
- Centralita de la ciudad: 0425 53671
- Correo electrónico de la ciudad: segreteria@comune.badiapolesine.ro.it

## Ciudades Hermanadas
- Estepa (Sevilla), España
- Saint-Thibault-des-Vignes, Francia

Badia Polesine ejecuta cada año en junio, un desfile histórico con los turistas Saint Thibault des Vignes que cierra más tarde en una carrera de Ajedrez Vida.